# Эмар, Пьер-Лоран
Пьер-Лоран Эмар (фр.  Pierre-Laurent Aimard; род. 9 сентября 1957, Лион) — французский пианист.

## Биография
Учился в Парижской консерватории у Ивонны Лорио, с детских лет был близок к Мессиану, считается одним из лучших его исполнителей. Впоследствии учился у Марии Курчо и Дьёрдя Куртага. Завоевал первую премию на конкурсе Оливье Мессиана (1973). С 1977 в течение 18 лет был солистом Ensemble Intercontemporain. Играл с крупнейшими оркестрами и дирижёрами мира в Европе и США. Его запись всех бетховенских концертов с Камерным оркестром Европы под управлением Николауса Арнонкура получила премию ECHO Classic, диск Чарлза Айвза — премию Грэмми. В последнее время выступает как дирижёр, руководил несколькими музыкальными фестивалями. В 2009 г. удостоен премии «Виктуар де ля мюзик» как лучший инструменталист Франции.
Один из героев документального фильма Пианомания (2009).

## Репертуар
Помимо современной музыки (Картер, Лигети, Штокхаузен, Булез, Лахенман, Стив Райх, Марко Строппа, Джордж Бенджамин и др.), известен оригинальным исполнением Баха, Моцарта, Шумана, Дебюсси, Равеля, Веберна, Бартока.

## Педагогическая деятельность
Преподает в Парижской консерватории и Кёльнской Высшей школе музыки.

## Книги
- Rôle et responsabilités de l’interprète aujourd’hui. — Paris: Fayard; Collège de France, 2009.